# Haplostylus magnilobatus
Haplostylus magnilobatus är en kräftdjursart som först beskrevs av Mihai Bacescu och Schiecke 1974.  Haplostylus magnilobatus ingår i släktet Haplostylus och familjen Mysidae. Inga underarter finns listade i Catalogue of Life.